# آن مينتر
آن مينتر (بالإنجليزية: Anne Minter)‏ مواليد 3 أبريل 1963 في فيكتوريا، هي لاعبة كرة مضرب أسترالية سابقة بدأت مسيرتها كمحترفة سنة 1981 وكانت تلعب باليد اليمنى. كما أنها إحدى بطلات الجراند سلام. أعلى تصنيف لها في الفردي كان المركز الـ 23 في سنة 1988. سبق أن شاركت في دورة الألعاب الأولمبية الصيفية.

## روابط خارجية
- آن مينتر على موقع رابطة محترفات التنس (الإنجليزية)
- آن مينتر على موقع الاتحاد الدولي لكرة المضرب (الإنجليزية)
- آن مينتر على موقع كأس بيلي جين كينغ (الإنجليزية)
- آن مينتر على موقع اتحاد التنس الأسترالي (الإنجليزية)
- آن مينتر على موقع خلاصة التنس.كوم (الإنجليزية)
- آن مينتر على موقع أوليمبيديا (الإنجليزية)
- آن مينتر على موقع اللجنة الأولمبية الأسترالية (الإنجليزية)